# Erich Eschke
Erich Eschke (* 1. Januar 1928; † 27. Februar 2014) war ein deutscher Fußballspieler, der von 1950 bis 1954 für Motor Dessau in der DDR-Oberliga, der höchsten Liga im DDR-Fußball, spielte.

## Sportliche Laufbahn
Mit 22 Jahren bestritt Erich Eschke in der Saison 1950/51 für die Betriebssportgemeinschaft (BSG) Motor Dessau seine ersten Oberligaspiele. Er war zwar nicht für die Stammelf vorgesehen, wurde aber bereits am 5. Oberligaspieltag für den verletzten Abwehrspieler Rolf Theile erstmals eingesetzt. Bis zum 10. Spieltag bestritt Eschke insgesamt vier Oberligaspiele als Verteidiger, danach kam er dann nur noch einmal am letzten Spieltag zum Einsatz. In der Saison 1951/52 löste Eschke Theile endgültig ab und wurde in 27 der der 36 Oberligaspiele aufgeboten. Er kam hauptsächlich als rechter Verteidiger zum Einsatz und erzielte in dieser Spielzeit seine einzigen beiden Oberligatore. Nachdem Eschke 1952/53 mit nur sieben Einsätzen wieder aus der Stammelf hinausfiel, kehrte er in der Spielzeit 1953/54 wieder dorthin zurück, übernahm erneut seinen Stammplatz als rechter Abwehrspieler und fehlte in den 28 Oberligaspielen nur einmal. 
Am Ende der Saison 1953/54 stieg die BSG Motor aus der Oberliga ab. In der zweitklassigen DDR-Liga wurde sie 1955 Staffelsieger und beteiligte sich an der Oberliga-Aufstiegsrunde. Eschke, weiter zunächst als rechter Abwehrspieler aufgeboten, bestritt nur 16 der 26 Ligaspiele. Er fiel in der Rückrunde wochenlang aus und kam nur noch in den letzten drei Punktspielen wieder zum Einsatz. In diesen Spielen setzte ihn Trainer Walter Fritzsch als Rechtsaußenstürmer ein. In den vier Spielen der Aufstiegsrunde kam Eschke dreimal zum Einsatz, spielte aber wieder in der Abwehr. Motor Dessau blieb in der Aufstiegsrunde sieglos und verblieb damit in der DDR-Liga. Danach war zunächst ein Übergangsrunde zum Wechsel in die Kalenderjahrsaison zu absolvieren, in der Eschke von den 13 Spielen nur vier bestritt. In den folgenden beiden Spielzeiten kehrte er wieder dauerhaft in die Stammelf zurück. Von insgesamt 52 Ligaspielen kam er 43-mal zum Einsatz und erzielte 1956 seine beiden DDR-Liga-Tore. 1957 ereilte ihn zum zweiten Mal mit Motor Dessau der Abstieg. Die BSG verblieb danach mehrere Jahre drittklassig, und Erich Eschke kehrte nicht mehr in den höherklassigen Fußball zurück. In seinen acht Spielzeiten bei Motor Dessau hatte er 66 Oberligaspiele (zwei Tore) und 63 DDR-Liga-Spiele (zwei Tore) bestritten.